# بازخانه
بازخانه، روستایی از توابع بخش مرکزی شهرستان بجنورد در استان خراسان شمالی ایران است. 

## جمعیت
این روستا در دهستان آلاداغ قرار دارد و براساس سرشماری مرکز آمار ایران در سال ۱۳۸۵، جمعیت آن ۱۶۵ نفر (۳۸خانوار) بوده‌است.

## زبان
مردم بازخانه کردند و به زبان کردی سخن می گویند.